# アントン・アベル

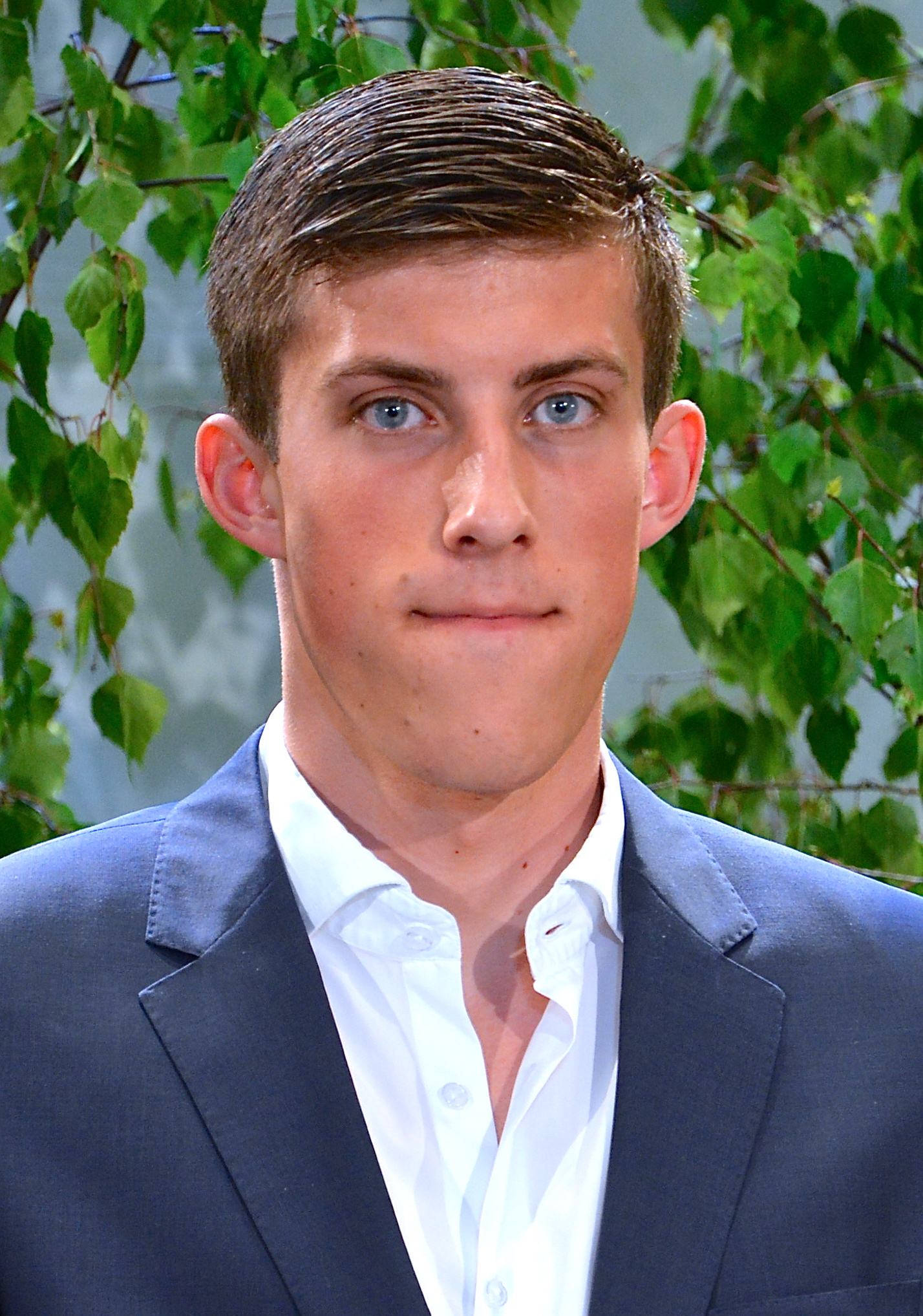
アントン・アベル（2013年）

アントン・アベル（英語: Anton Abele、1992年1月10日 - ）は、スウェーデンの政治家。
2010年9月の総選挙で18歳で国会議員に当選した。2010年当時は大学一年生であった。身長は195cm。